# Laicismo

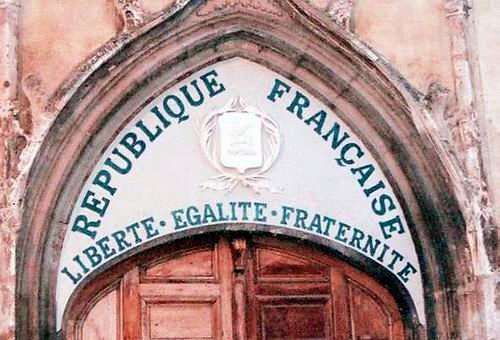
O lema (Liberté, Égalité, Fraternité e Liberdade, Igualdade, Fraternidade) da República Francesa no tímpano de uma igreja, em Aups (departamento de Var), que foi instalado após a lei francesa de 1905 sobre a separação do Estado e da Igreja. Tais inscrições em uma igreja são muito raras; esta foi restaurada durante o bicentenário de 1989 da Revolução Francesa.

O secularismo francês, laicismo ou laicidade é um princípio político que rejeita a influência da Igreja na esfera pública do Estado, considerando que os assuntos religiosos devem pertencer somente à esfera privada do indivíduo. Difere do anticlericalismo, na medida que o laicismo tolera a Igreja, assim como outras confissões religiosas, desde que cingidas à esfera privada dos cidadãos. É por conseguinte um conceito que denota a ausência de envolvimento religioso em assuntos governamentais, bem como ausência de envolvimento do governo nos assuntos religiosos. Na sua aceitação estrita e oficial, é o princípio da separação entre Igreja (ou religião) e Estado.

## Etimologia
Etimologicamente, laïcité é um substantivo formado pela adição do sufixo -ite (português: -dade, latim -itas) ao adjetivo em latim lāicus, um empréstimo da palavra grega λᾱϊκός (Laikos, "do povo", "leigo") e do adjetivo λᾱός (laos, "povo").  A palavra laico é um adjetivo que significa uma atitude crítica e separadora da interferência da religião organizada na vida pública das sociedades contemporâneas.

## História
O secularismo francês tem uma longa história, mas a legislação atual é baseada na lei francesa de 1905 sobre a separação das Igrejas e do Estado. Durante o século XX, ela evoluiu para significar igualdade de tratamento entre todas as religiões, embora uma interpretação mais restritiva do termo tenha sido desenvolvida desde 2004. Apesar de dicionários ordinariamente traduzirem laïcité como secularidade ou "laicidade" (sendo este último o sistema político), tais conceitos não devem ser confundidos: "laicismo" não se confunde com "laicidade".
Antes de 1905, no contexto da Revolução Francesa, o Diretório havia declarado a liberdade de cultos na França, através da Constituição do Ano III, em 1795. A laicidade do Estado, porém, durou pouco, sendo suprimida pela Concordata de 1801 estabelecida por Napoleão Bonaparte em acordo com a Igreja Católica.
A laicidade do ensino público francês foi introduzida desde 1880, quando Jules Ferry organizou a escola primária, tornando-a pública, gratuita e obrigatória. Desde então, os crucifixos foram retirados das salas de aula e toda propaganda religiosa e política foi proibida. Todavia há casos, especialmente entre os professores, que consideram que uma lei proibindo os sinais religiosos nas escolas não resolve o problema e apenas cria insatisfação por parte dos adeptos das religiões e efeitos negativos para os alunos. Segundo essa corrente de opinião, o dever da escola, dentro de uma sociedade que se quer democrática, é de integrar, e não de excluir.
Politicamente, podemos dividir os países em duas categorias: os laicos e não laicos. Nos países politicamente laicos, a religião não interfere diretamente na política, como é o caso dos países ocidentais em geral. Países não laicos são teocráticos. Neles, a religião tem papel ativo na política e até mesmo na constituição, como é o caso de Israel, Irã e Vaticano, entre outros. A laicidade do Estado geralmente está atrelada a um Estado democrático de direito.
Esta corrente surge a partir dos abusos que foram cometidos pela intromissão de correntes religiosas na política das nações e nas universidades pós-medievais. A afirmação de Max Weber de que "Deus é um tipo ideal criado pelo próprio homem", demonstra a ânsia por deixar de lado a forte influência religiosa percebida na Idade Média, em busca do fortalecimento de um Estado laico. O laicismo teve seu auge no fim do século XIX e no início do século XX.
Os valores primaciais do laicismo são: a liberdade de consciência; a igualdade entre cidadãos em matéria religiosa; e a origem humana e democraticamente estabelecida das leis do Estado.

### Brasil
No Brasil, com a proclamação do regime republicano em 1889, uma nova constituição foi promulgada em 1891, rompendo os laços entre a Igreja e o Estado. Ideólogos republicanos, como Benjamin Constant e Rui Barbosa, foram influenciados pela laicidade da maçonaria francesa. A atual Constituição do Brasil, em vigor desde 1988, assegura o direito à liberdade religiosa individual de seus cidadãos, e proíbe o estabelecimento de igrejas estatais e de qualquer relação de "dependência, imposição ou aliança" de autoridades com os líderes religiosos, com exceção de "colaboração de interesse público, definida por lei."

### Portugal
Em Portugal, com a criação parlamentar da constituição da Terceira República em 1976, são instituidos princípios constitucionais de laicismo:
- No artigo Artigo 41.º:| “ | As igrejas e outras comunidades religiosas estão separadas do Estado e são livres na sua organização e no exercício das suas funções e do culto. | ” |
- No artigo Artigo 43.º:

| “ | O Estado não pode programar a educação e a cultura segundo quaisquer diretrizes filosóficas, estéticas, políticas, ideológicas ou religiosas. | ” |

- No artigo Artigo 51.º:

| “ | Os partidos políticos não podem, sem prejuízo da filosofia ou ideologia inspiradora do seu programa, usar denominação que contenha expressões diretamente relacionadas com quaisquer religiões ou igrejas, bem como emblemas confundíveis com símbolos nacionais ou religiosos. | ” |

- No artigo Artigo 288.º (que modera revisões futuras constitucionais):

| “ | As leis de revisão constitucional terão de respeitar (...) A separação das Igrejas do Estado; | ” |

A despeito disto, ocorreu uma concordata que criou vínculos de obrigação do Estado democrático à Igreja Católica, nomeadamente a Concordata entre a Santa Sé e Portugal de 2004 (actualização da Concordata de 1940, quando o Estado não era laico), nos términos do XV Governo Constitucional de Portugal, liderado pelos Partido Social Democrata (PPD/PSD) e Partido Popular (CDS–PP), aprovada pela IX Legislatura da Terceira República Portuguesa e pelo então presidente Jorge Sampaio. 

A Concordata garantiu à Igreja a continuação de certos direitos extra-ordinários, incluindo judiciais (como um direito extraordinário ao sigilo), isenções fiscais, usufruto permanente de património nacional (cabendo ao Estado as despesas de conservação e segurança destes), e de intervenção não-laica no sistema lectivo nacional (consagrando a co-regência da Igreja sobre a não laica disciplina Educação Moral e Religiosa Católica e seu conteúdo), sendo esta concordata criticada por laicistas. Em 2016, o Estado foi criticado por estar a deixar de cumprir parcialmente as isenções fiscais previstas na concordata.